# Эсперанж
Эсперанж (люкс. Hesper, фр. Hesperange) — коммуна в Люксембурге, располагается в кантоне Люксембург, который является частью округа Люксембург. 
Центр коммуны — одноимённый населённый пункт Эсперанж. Другие населённые пункты коммуны — Альцинген, Итциг, Фентанж и Ховальд. 
Население составляет 15584 человека (на 2020 год), в коммуне располагаются 5360 домашних хозяйств. Занимает площадь 27,22 км² (по занимаемой площади 27 место из 116 коммун). Наивысшая точка коммуны над уровнем моря составляет 334 м. (102 место из 116 коммун), наименьшая 255 м. (65 место из 116 коммун).